# 深草車庫
深草車庫（ふかくさしゃこ）は、かつて京都府京都市伏見区深草ススハキ町・ケナサ町に存在した京阪電気鉄道の車両基地。

## 概要
深草車庫は1910年（明治43年）4月15日の京阪本線大阪・天満橋～京都・五条間の開業時に深草駅に併設された。1980年（昭和55年）3月廃止。廃止時の最多留置両数は40両。
1917年（大正6年）1月17日午前4時42分の1番電車の出庫後に車庫内で火災が発生し、当直職員が消火、車庫内の電車を安全な場所に移動させようとしたが1型電車15両と有蓋電動貨車1両・無蓋貨車3両が焼失している。
1958年（昭和33年）8月6日　東福寺変電所の設備の更新工事と増設工事のための一部送電停止するため移動変電所3201-3202が西側の車庫線の東の端に設置され送電開始（1959年4月まで）。当時の線路配置は深草駅の南側に本線を挟んで東側に3線の留置線、西側に6線の留置線（留置線有効長は最大5両まで）と検車庫を備えていた。
1963年（昭和38年）11月16日　深草駅の南側への移設に伴い、また京阪線の連結運転の長編成化に伴い、深草駅のホームを延長したため東西の留置線各1線ずつ減った。
1980年（昭和55年）3月17日に廃止され、淀車庫の1期工事の完成で検車機能が淀車庫へ移譲された。
深草車庫廃止後は留置線として利用されていたが、1988年2月に深草駅の側の龍谷大学の学生の利用増により、ホーム幅を1m拡張するために東西各1本の留置線を撤去した。最終的には淀車庫の拡充に伴い東側の1本の留置線を残して、その他の留置線は撤去された。深草車庫の跡地の西側部分には京都市立砂川小学校の移転先の用地となった他、2001年9月に東急不動産が分譲するマンションが建設された。
その後深草駅の橋上駅舎の建て替えに伴い、東側に残った留置線も撤去された。
車庫の留置線の有効長の関係から、6・7両固定編成を入出庫させることができなかったため、該当する形式（2400系・700系（2代）→1000系（3代）の全編成と、5000系・2200系の7連編成の一部）は深草車庫への入庫を禁止する措置が取られていた。